# 完美的蛇頸龍之日
《完美的蛇頸龍之日》（完全なる首長竜の日）是乾綠郎所著的日本科幻小說、推理小說。後改編成電影。
小說榮獲第九屆「這本推理小說真厲害！」大賞，以及2012年「這本推理小說真想看！」第19名。

## 故事概要
現代醫療設備可以讓人與植物人進行感應，淳美決定找出植物人弟弟自殺之因。浩市對於自殺動機隻字不提，卻告誡淳美切勿流連於熟悉的風景。紅旗是禁止進入的警告、殘缺的蛇頸龍隱藏著被封印的過去。隨著感應次數增加，童年記憶越來越鮮明，淳美一再進入虛擬意識，無法自拔。

## 登場人物
和淳美
少女漫畫家。意圖以腦部感應方式找出弟弟自殺的原因。
和浩市
淳美的弟弟。自殺未遂後變成植物人，處於昏迷狀態。於「西湘昏迷溝通中心」住院。
仲野由多加
淳美的書迷。跳樓自殺未遂。
仲野泰子
由多加的母親。
相原英理子
精神科醫師。
榎戶
神經工學工程師。
杉山
淳美出道時的責任編輯。
澤野
淳美的責編。
府川真希
淳美的漫畫助手。
晴彥
淳美的舅舅。
淳美的外公
曾任警察，退休後經營拉麵店。不受親戚歡迎。
岬
淳美在海邊遇到的女孩。
木內一雄
與岬同行，在沙灘上尋寶的少年。
武本
護士。

## 小說
- 日文版
  - 單行本：寶島社；2011年1月8日；ISBN 978-4-79-667990-9
  - 文庫本：寶島社文庫；2012年1月13日；ISBN 978-4-79-668787-4
- 繁體中文版
  - ：皇冠文化；2012年6月8日；ISBN 978-957-33-2910-7。譯者：高詹燦
- 简体中文版
  - ：雅众文化、人民文学出版社；2013年5月；ISBN 978-7-02-009709-8。译者：季玄

## 電影
電影名為《REAL ～完美的蛇頸龍之日～》。日本於2013年6月1日公開上映，台灣於2013年11月15日上映。

### 劇情
電影將主角由姊弟關係改為情侶關係。一年前，藤田浩市漫畫家女友和淳美自殺未遂，之後一直陷入昏迷；藤田浩市為了找出她自殺的真正原因，讓她甦醒過來，運用最新的醫學技術，讓藤田浩市經由一種特殊儀器、透過神經系統進入和淳美的大腦，在她的潛意識中找出真相。
藤田浩市進入女友的大腦後，和淳美告訴藤田浩市一切謎團的關鍵是小時候所畫的蛇頸龍畫像。

### 演員
- 藤田浩市 - 佐藤健
- 和淳美 - 綾瀨遙
- 相原榮子 - 中谷美紀
- 澤也 - 小田切讓
- 高木真悟 - 染谷將太
- 米村 - 堀部圭亮
- 晴彥 - 松重豐
- 真紀子 - 小泉今日子

### 製作人員
- 原作 - 乾綠郎（日语：乾緑郎）《完美的蛇頸龍之日》
- 導演 - 黑澤清
- 編劇 - 黑澤清、田中幸子
- 配樂 - 羽岡佳

### 主題歌
- Mr.Children《REM》

## 外部連結
- 小説
  - 【TSUTAYA BOOKS INTERVIEW】現実と非現実が交差する『このミス』大賞受賞作が映画化 （页面存档备份，存于） - 著者・乾緑郎インタビュー
- 映画
  - 映画『リアル〜完全なる首長竜の日〜』公式サイト，存于
  - REAL リアル〜完全なる首長竜の日的Facebook專頁
  - リアル〜完全なる首長竜の日〜 - allcinema
  - 互联网电影数据库（IMDb）上《リアル〜完全なる首長竜の日〜》的资料（英文）
  - 『リアル〜完全なる首長竜の日〜』特集，存于 - Yahoo!映画特設ページ
  - 『リアル〜完全なる首長竜の日〜』特集，存于 - Amazon.co.jp特設サイト